# Alankojärvi
Alankojärvi är en sjö i kommunen Kouvola i landskapet Kymmenedalen i Finland. Arean är 35 hektar och strandlinjen är 3,53 kilometer lång. Sjön  ingår i Kymmene älvs huvudavrinningsområde.   Den ligger omkring 78 kilometer norr om Kotka och omkring 140 kilometer nordöst om Helsingfors. 